# Dzo
Dzo (chữ Tạng: མཛོ་; Wylie: mdzo) (hay zo, zho, dzho) là con lai giữa yak và bò nhà. Từ dzo đúng ra là chỉ con lai đực, còn con lai cái gọi là dzomo hay zhom. Trong tiếng Mông Cổ nó mang tên khainag (хайнаг). Trong tiếng Anh, ngoài "dzo", con lai này còn được gọi là yattle (hợp yak với cattle), và yakow (gắn yak với cow).
Dzomo sinh sản được còn dzo thì vô sinh. Do chúng là sản phẩm của hiện tương di truyền gọi là ưu thế lai, chúng to lớn và mạnh hơn yak, bò nhà trong vùng. Ở cả Mông Cổ và Tây Tạng, dzo-dzomo được cho là có năng xuất sữa thịt lớn hơn loài cha mẹ.
Trong tiếng Mông Cổ, khainag lai với bò đực hay yak được gọi là ortoom (ортоом), ortoom lai với bò đực hay yak đực gọi là usan güzee (усан гүзээ).